# Ramona Strugariu
Ramona Strugariu, née le 6 août 1979 à Bârlad, est une femme politique roumaine, membre du Parti de la liberté, de l'unité et de la solidarité (PLUS). Elle est élue députée européenne lors des élections européennes de 2019. Elle siège au sein du groupe Renew Europe.